# ルグバラ語
ルグバラ語（ルグバラごLugbara）はルグバラ族の人々に話されている言語である。ウガンダ北西部の西ナイル地方やコンゴ民主共和国イトゥリ州で話されている。 ルグバラ語は1918年に福音宣教によってAyivu方言をもとに最初に書かれた。2000年にウガンダ北西部のアルア市でルグバラ語の標準国際的正書法の作成についての会議が開かれた。1992年、ウガンダ政府は主に教育で使用される教授言語である"広域コミュニケーション言語"の5つある一つとしてルグバラ語を定めた。しかし他の4つの言語と違って、それが実際に学校で使用されることは無かった。
アリンガ語（低地ルグバラ語）はルグバラ語と言語学分類的に近い関係にあり、ルグバラ語の方言を構成する。 一部の学者はルグバラ語はマディ語の方言であると分類した。しかし、この説は一般的には受け入れられていない。

## 推奨文献
- Ongua Iga, Paul (1999). A Simplified Lugbara-English Dictionary. Fountain Publishers. ISBN 9970021052